# Szenebhenasz

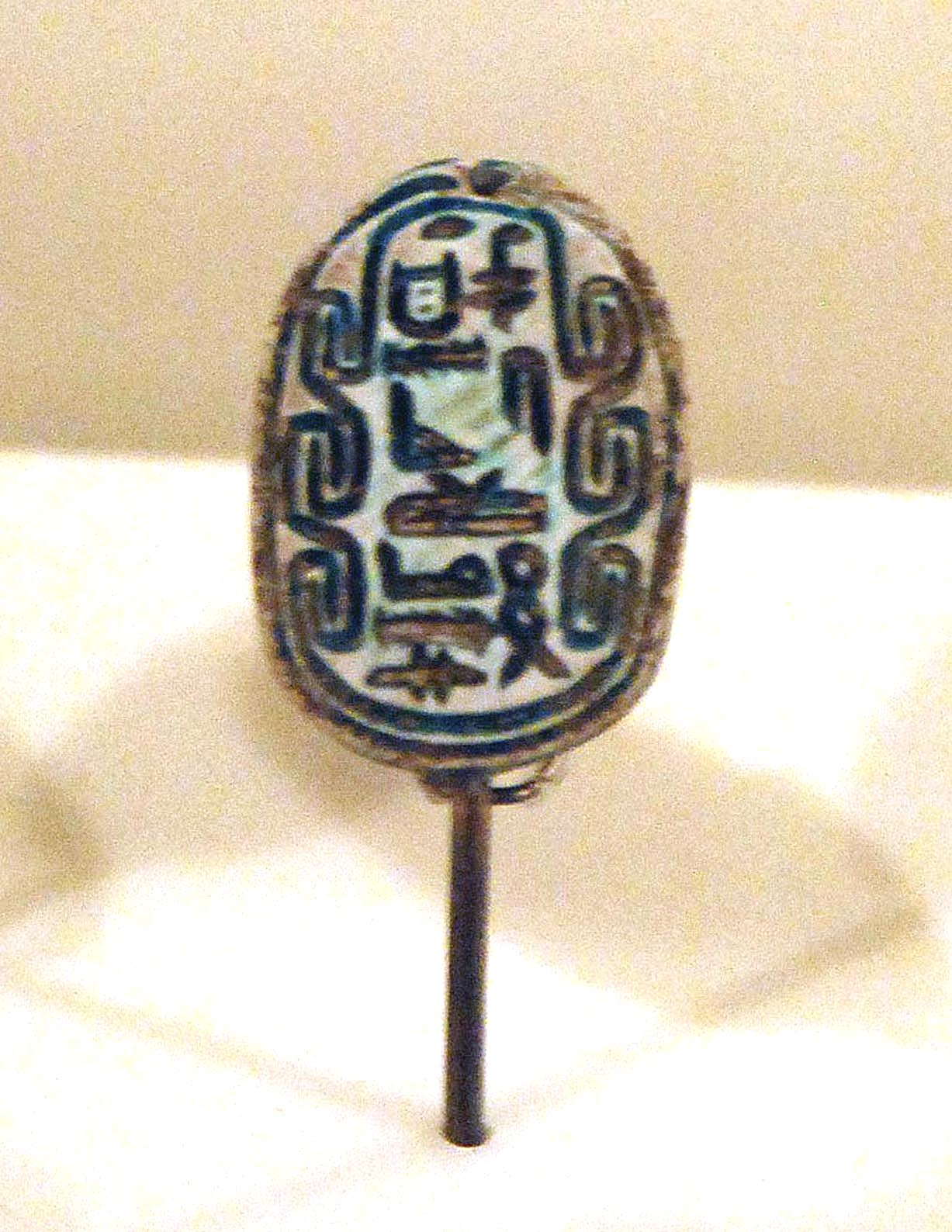
Szenebhenasz szkarabeusza

Szenebhenasz (snb-ḥnˁ=s, „Az egészség vele van”) ókori egyiptomi királyné a XIII. dinasztia idején, III. Szobekhotep felesége.
Főleg egy, a Vádi el-Holban található sztéléről ismert, ahol a király, valamint annak szülei, Montuhotep és Iuhetibu mögött áll. Ez, valamint címei azt mutatják, ő volt a főfeleség, bár az uralkodó két ismert gyermekének nem ő, hanem egy másik királyné, Neni volt az anyja.
Címei: Örökös hercegnő (ỉrỉỉ.t-pˁt), Nagy kegyelmű (wr.t ỉm3.t), Nagy kegyben álló (wr.t-ḥzwt), Az egész föld úrnője (ḥnwt t3.w tm.w), A király felesége (ḥm.t-nỉswt), Aki egy a fehér koronával (ẖnm.t nfr-ḥḏ.t).
| s | n · b | Y1 | H | n · a · z |

| s | n · b | Y1 | H | n · a · z |